# 武三思
武三思（7世纪—707年），唐朝并州文水人。武則天的姪子，武元庆第三子，有兄武审思、武再思。武周时封梁王。死於景龍之變。

## 生平
史书没有记载武三思的生年。武三思因為是武則天的姪子而獲武則天起用，由右卫将军累进至兵部、礼部尚书，并监修国史。天授元年（690年），武则天称帝，大封武姓宗族为王。武三思为梁王，赐实封一千户。
武三思性格跋扈，又善於阿谀奉承。光宅元年（684年），武三思屡劝武则天先杀掉韩王李元嘉和鲁王李灵夔等。垂拱四年（688年），武三思以韩王、鲁王等和起兵反武的越王李贞、琅邪王李冲等通谋，均賜死，并尽杀其党羽，为武则天称帝扫清道路。
武后曾欲立武三思為太子，為狄仁傑所駁，但武三思仍受武后所信任。神龍元年（705年）神龙革命，唐中宗復辟，武三思进位司空、同中书门下三品，降封德靜郡王。武則天駕崩後，武三思為专权，構陷忠良，並以此為樂。与韦皇后、上官婉儿潜通，成了上官婉儿的情夫，而兒子武崇訓跟媳婦安樂公主密谋废太子李重俊，讓安樂公主當皇太女。
景龍元年（707年），太子李重俊發動景龍之變，殺死武三思、武崇訓。但李重俊起事也旋即失敗，被左右所殺。
中宗追封武三思為梁王，諡宣，並以李重俊首級祭祀之。
睿宗登基后，将武三思父子剖棺戮尸。

## 家庭

### 夫人
- 王氏，西魏侍内、左光禄大夫、骠骑大将军、东雍北雍等十二州诸军事、十二州刺史、司空公、尚书令、河间郡献公王德玄孙女，北周上开府、内史、隋朝使持节、光禄卿、吏部尚书、修武郡容公王端曾孙女，隋朝朔州刺史、并州大都督府长史、修武郡公王确孙女，王超侄女

### 子女
- 武崇训，高阳王、驸马都尉
- 武崇烈，新安王、尚乘奉御，与父兄同时封王
- 武崇謙，光祿卿、梁公
- 武崇撝
- 武崇操
- 武氏，夫阎则先为閻立德曾孙
- 武氏，方城县主，嫁薛崇简
- 武氏，初嫁郑氏，后为裴光庭妻，与李林甫私通[5]

## 延伸阅读
[在维基数据编辑]
 在维基文库阅读此作者作品
 《新唐書·卷206》，出自《新唐書》

## 影视形象
- 申军谊：1999中国内地电视剧：《大明宫词》
- 李天翔：2009香港無綫電視劇：《盛世仁杰》
- 劉學義：2013中国内地电视剧：《上官婉兒》
- 宗峰岩：2014中國內地電視劇：《美人製造》
- 張曉晨：2015中國內地電視劇：《隋唐英雄5》